# 小倉親雄
小倉 親雄（おぐら ちかお、1913年6月13日 - 1991年10月7日）は、日本の図書館学者。京都大学名誉教授。鳥取県出身。

## 略歴
鳥取第二中学校（現、鳥取県立鳥取東高等学校）、松江高等学校を経て、1936年に京都帝国大学文学部を卒業。その後、朝鮮総督府図書館事務嘱託、陸軍士官学校教授など歴任。終戦後、京都帝国大学大学院に進み、1949年退学。京都大学附属図書館事務長となる。1956年、京都大学教育学部助教授、1969年、教授。1972年、教育学部長。1977年に退官して名誉教授となり、ノートルダム女子大学教授を1989年まで務めた。1991年叙従三位、叙勲三等授旭日中綬章。

## 著書
- 『アメリカ図書館思想の研究』（日本図書館協会、1977年）

| スタブアイコン | サブスタブ | この項目は、まだ閲覧者の調べものの参照としては役立たない、人物に関連した書きかけの項目です。この項目を加筆・訂正などしてくださる協力者を求めています（P:人物伝/PJ:人物伝）。 |